# Polesella
Polesella (velenceiül Polxeła) település Olaszországban, Veneto régióban, Rovigo megyében. Lakosainak száma 3621 fő (2023. január 1.). Polesella Arquà Polesine, Canaro, Guarda Veneta, Bosaro, Frassinelle Polesine és Riva del Po községekkel határos.

## Népesség
A település lakossága az elmúlt években az alábbi módon változott:
| Lakosok száma | 3962 | 3906 | 3621 |
|               | 2017 | 2018 | 2023 |